# Ŧ
Der Buchstabe Ŧ (kleingeschrieben ŧ) ist ein Buchstabe des lateinischen Schriftsystems, bestehend aus einem T/t mit Querstrich. Er wird verwendet:
- in der nordsamischen Sprache für den stimmlosen dentalen Frikativ [θ].
- als Symbol Ŧ, das in der Dynamik für die höchstmögliche Anzahl der Drehbewegungen pro Lebenszyklus eines rotierenden Bauteils verwendet wird. Dieses Symbol ist durch das Österreichische Normungsinstitut seit 1932 anerkannt.
- das Symbol ₮ mit zwei Querstrichen wird für die mongolische Währung Tugrik gebraucht.
- in der Schreibschrift ähnelt eine häufige Form des Großbuchstabens F dem Ŧ.

## Darstellung auf dem Computer
Die beiden Buchstaben „Ŧ“ und „ŧ“ sind nicht im Zeichensatz ASCII enthalten. Sie liegen in ISO 8859-4 an Position 172 (AC16) und 188 (BC16). Im Unicodeblock Lateinisch, erweitert-A haben sie Code U+0166 (358) und U+0167 (359). Für das Währungssymbol „₮“ ist im Unicodeblock Währungszeichen der Code U+20AE (8366) definiert.
LaTeX kann diesen Buchstaben mit den fc-Schriften darstellen, der Befehl ist dann \B T für das große „Ŧ“ und \B t für das kleine „ŧ“.